# Het Parool
Het Parool é um jornal diário neerlandês, situado em Amsterdã. Fundado em 10 de fevereiro de 1941, pertence à DPG Media e é editado no formato tabloide. No início de sua existência, serviu como o jornal da resistência à ocupação alemã nos Países Baixos durante a Segunda Guerra Mundial. Em 1946, publicou um artigo sobre os manuscritos de Anne Frank enquanto vivia escondida com a família e um grupo de amigos em cômodos ocultos de um edifício comercial, que acabou chamando atenção de editoras interessadas em publicar o que seria nomeado como Diário de Anne Frank (1947). Em 2018, o jornal foi incluído na lista dos melhores impressos da categoria em termos de ilustração, design e infográficos.